# Sierra de Gredos

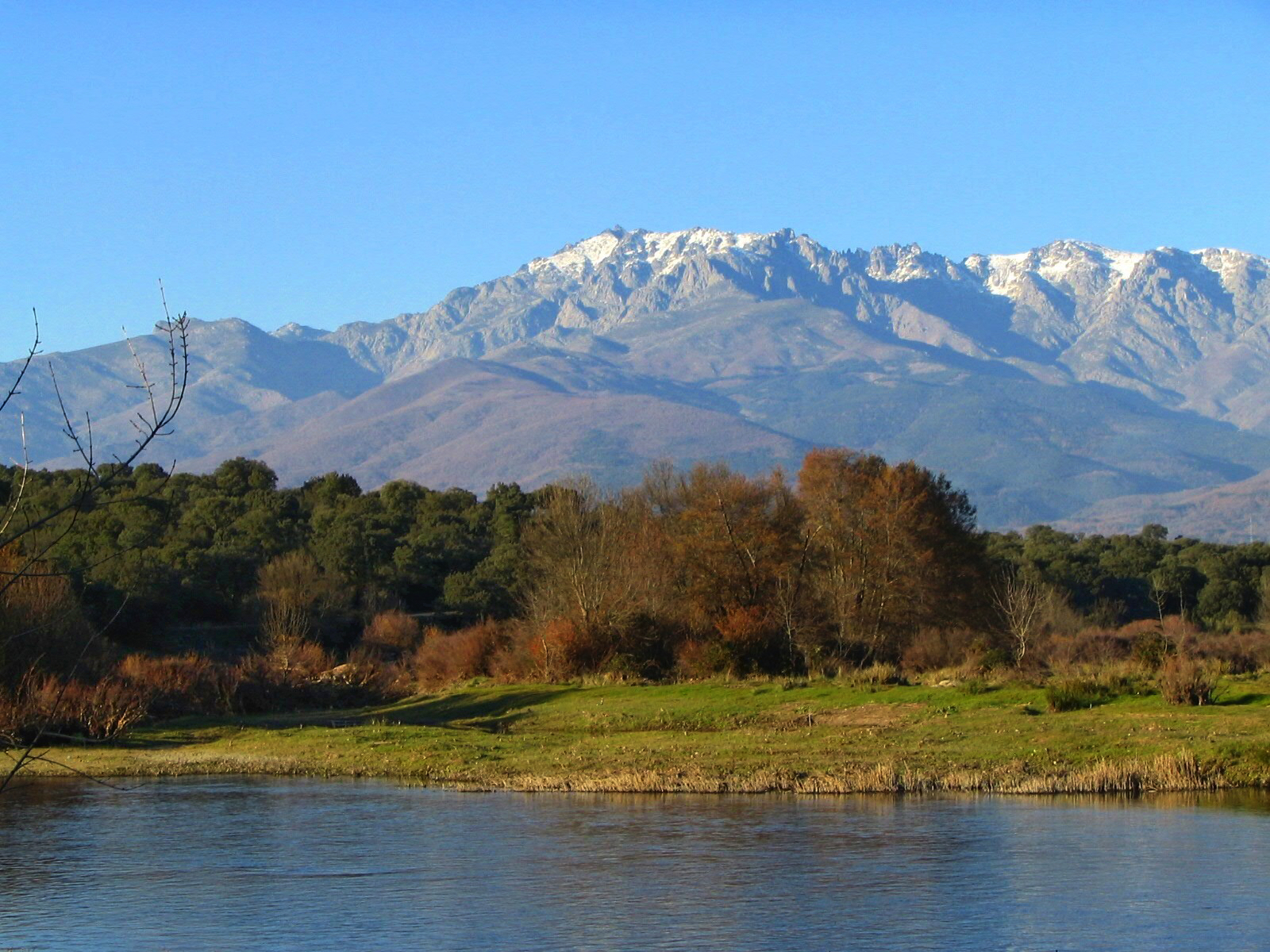
Lato sud del Pico Almanzor, il più alto della Sierra de Gredos.

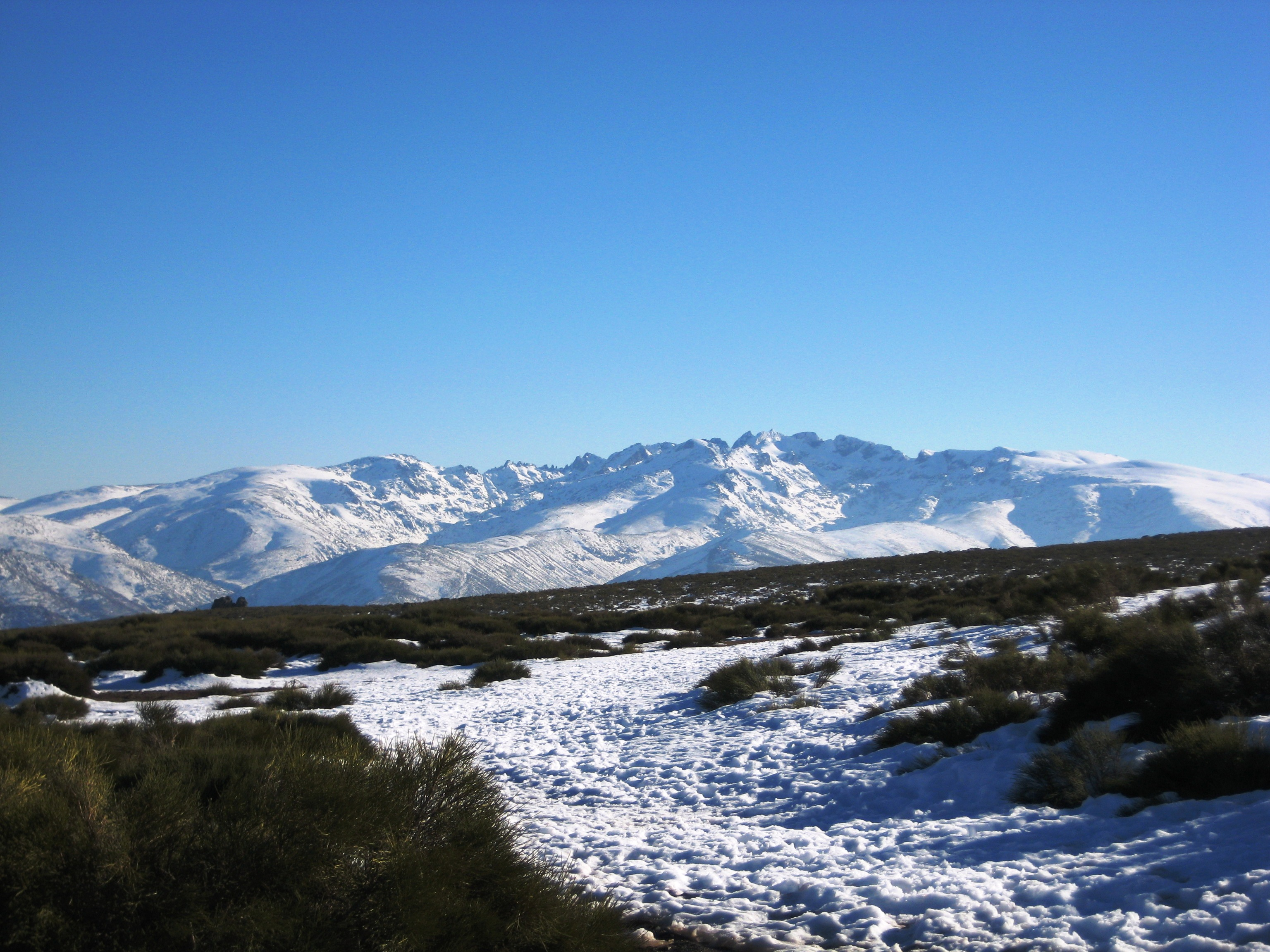
Vista della Sierra de Gredos dalla cima del Puerto de Peñanegra (Sierra de Villafranca).

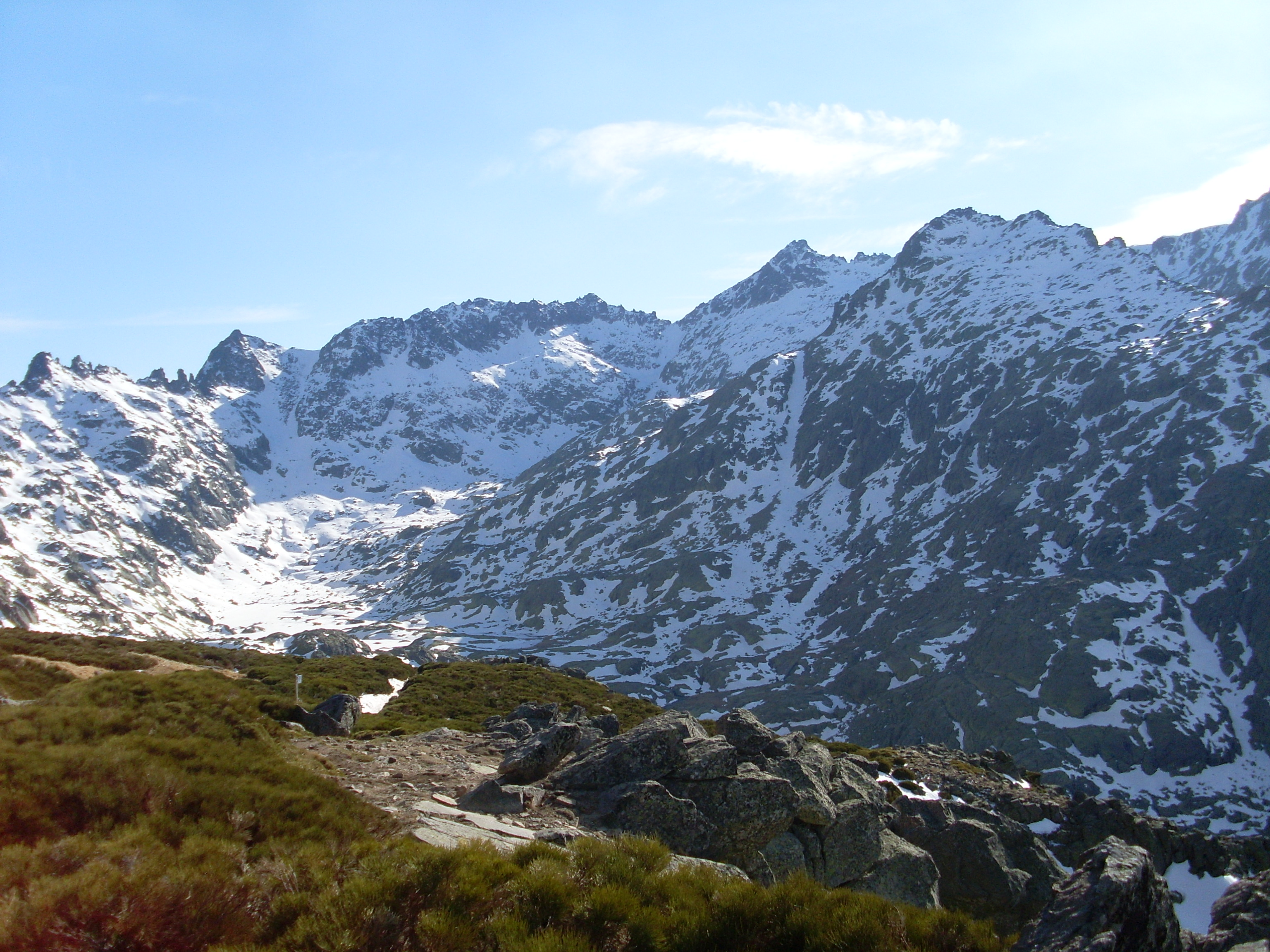
Vista del Circo de Gredos innevato.

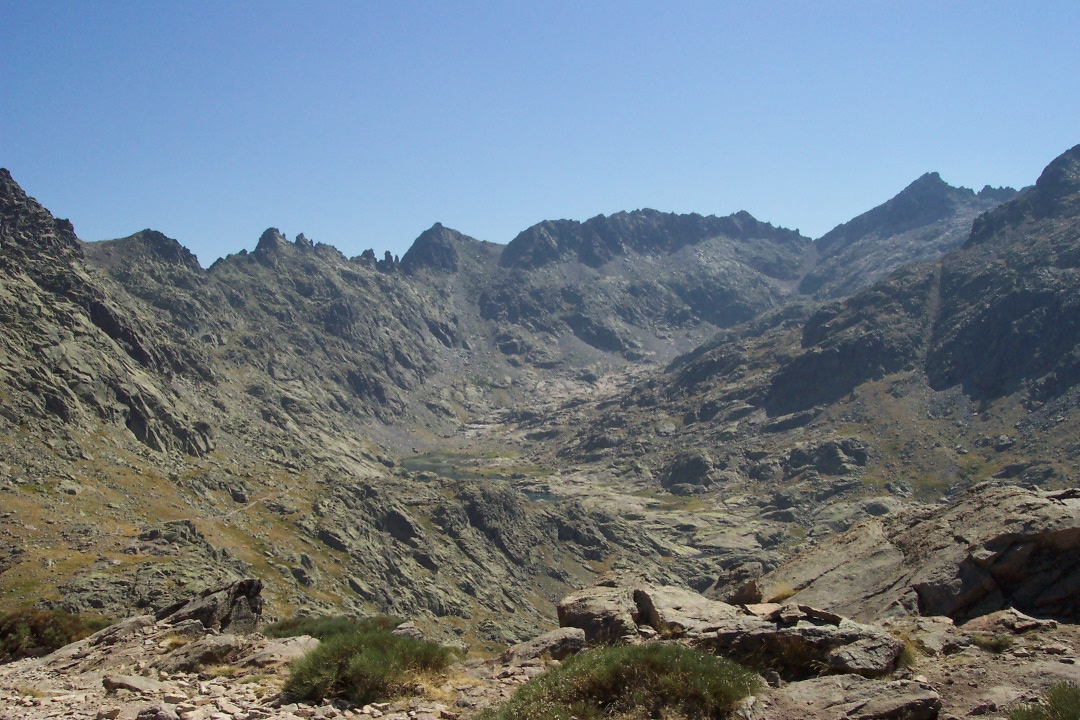
Stessa vista del Circo de Gredos in estate.

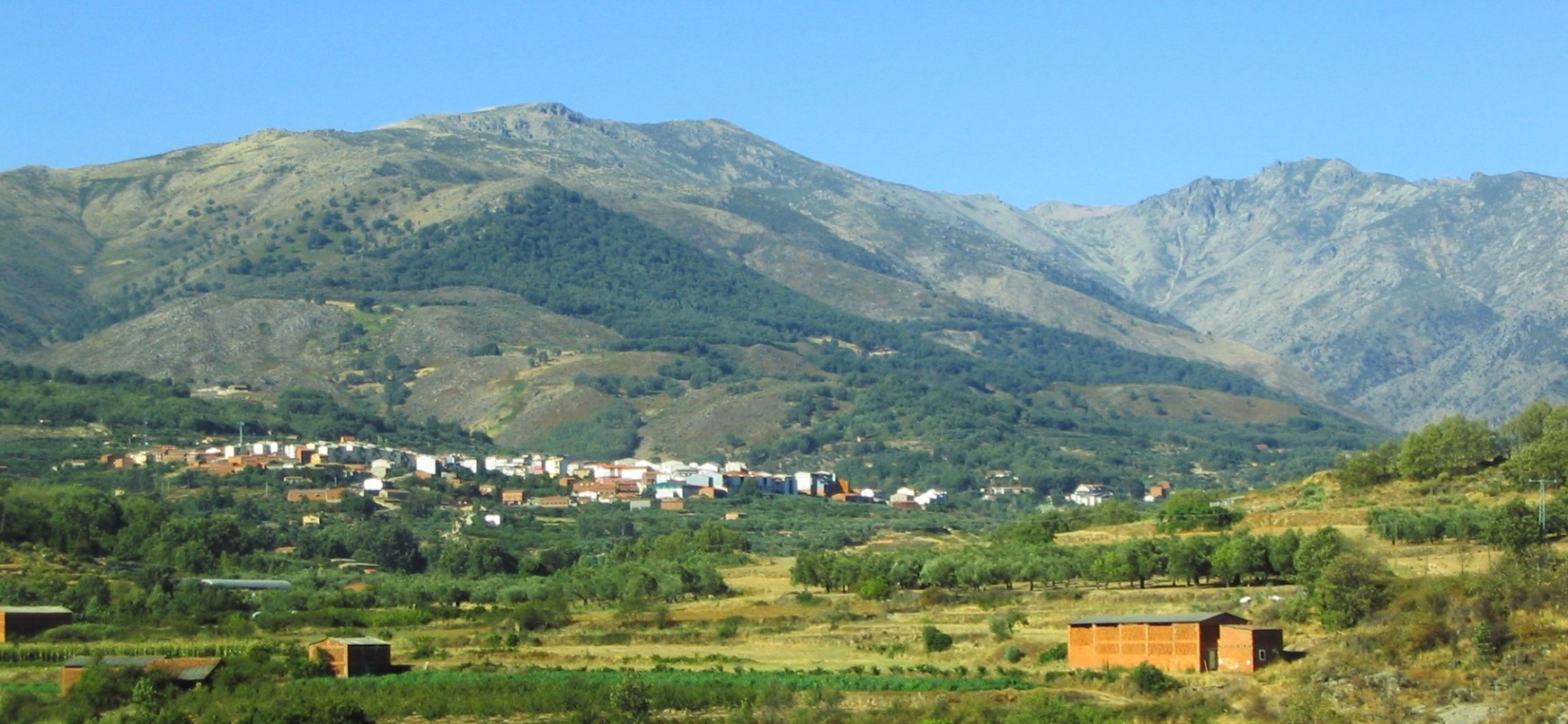
Aldeanueva de la Vera ai piedi della Sierra de Gredos.

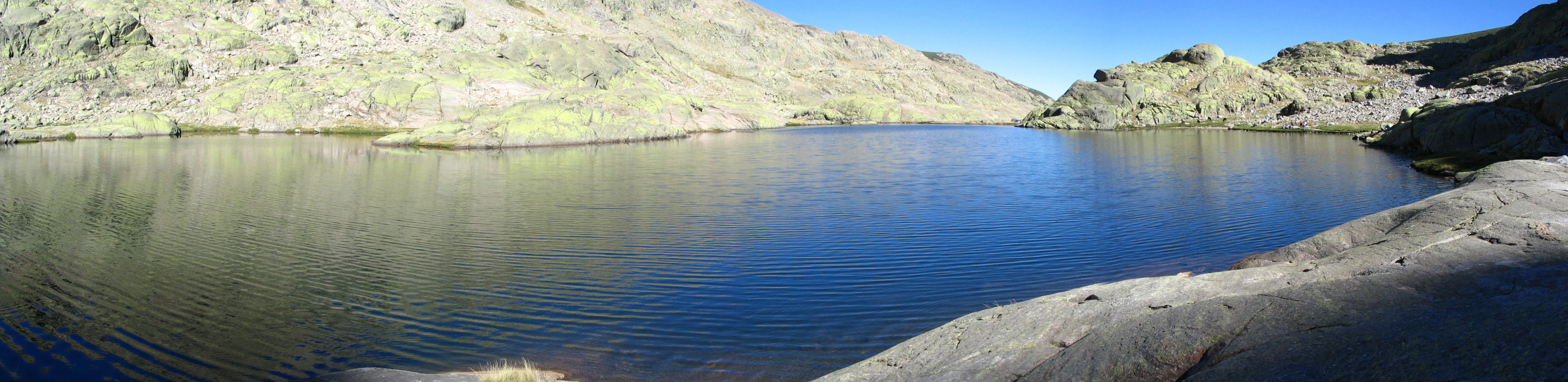
Laguna grande nel Circo de Gredos

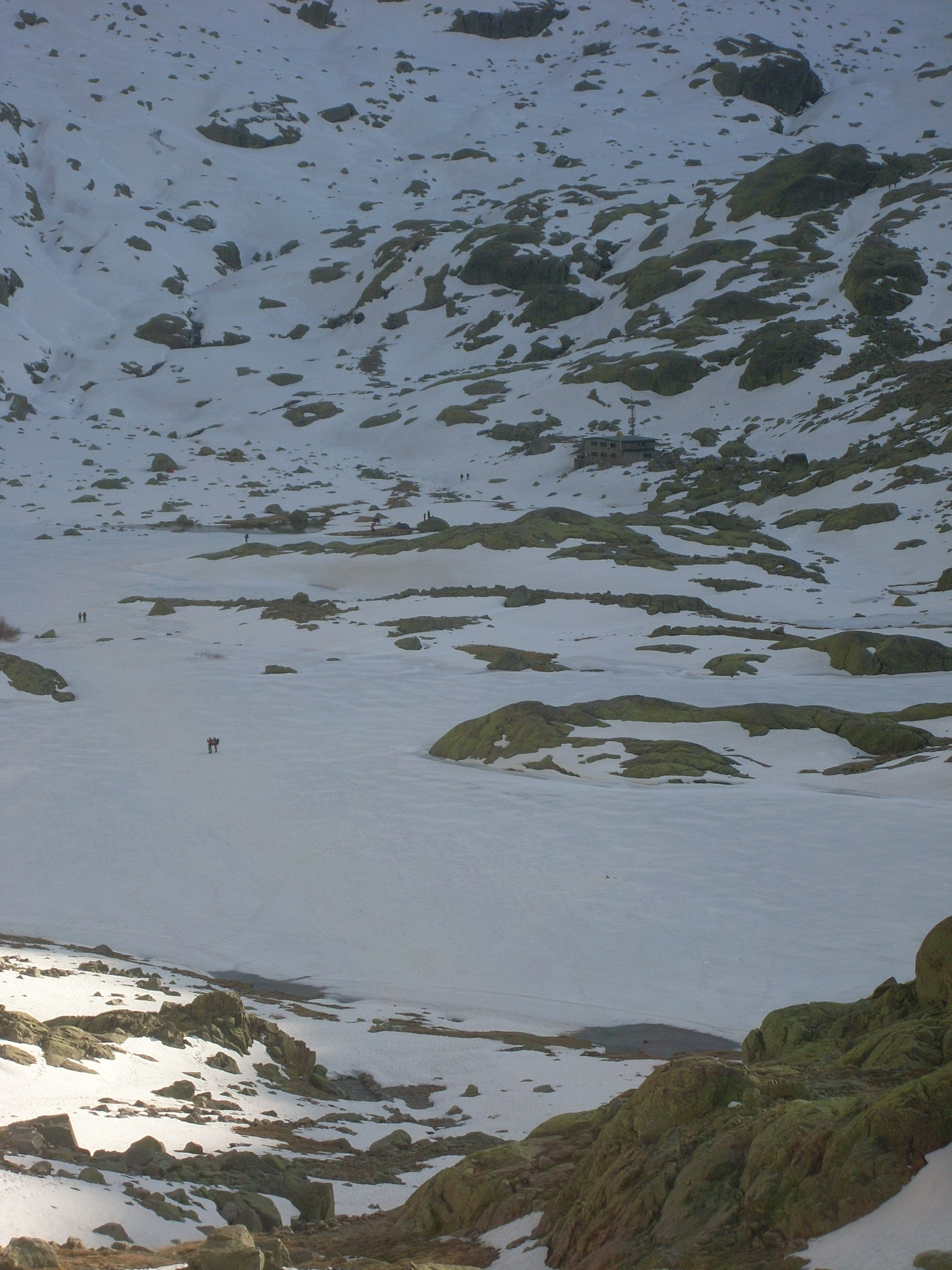
Persone che attraversano la Laguna Grande in inverno. La Laguna arriva a congelarsi completamente.

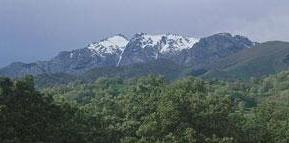
Lato sud del Pico Almanzor

La sierra de Gredos è una catena montuosa della Spagna appartenente al Sistema Centrale, situata tra le provincie di Ávila, Cáceres, Madrid e Toledo. È stata dichiarata "parco regionale".
La Sierra de Gredos è una delle catene più estese del Sistema Centrale ed è composta da cinque valli fluviali: l'Alto Tormes, l'Alto Alberche, il Tiétar Orientale, il Tiétar Occidentale con la Vera, e la Valle dell'Ambroz. Intorno alle grandi moli granitiche vertono quattro comunità autonome: la Castiglia e León, l'Estremadura, la Castiglia-La Mancia e la comunità di Madrid; si estende da est a ovest da San Martín de Valdeiglesias a Hervás e da nord a sud dalla valle del Tormes a Rosarito. La massima altitudine si osserva in provincia di Ávila sulla Plaza del Moro Almanzor a 2.592 m, sul confine tra i comuni di Zapardiel de la Ribera e Candeleda. 
Il rilievo agreste diede rifugio alla tribù celtica più meridionale (i vettoni) e ad altri ribelli storici come El Empecinado o i maquis.
La Sierra de Gredos si divide in tre settori: l'orientale fino alla faglia del Puerto del Pico, il centrale fino alla faglia di Plasencia (Puerto de Tornavacas) e l'occidentale, chiamato anche Sierra de Béjar.

## Settore orientale
Si eleva da sud sopra la faglia nord del Tietar, occupando i sedimenti del Terziario della fossa omonima. Il confine settentrionale dell'horst è a sua volta strutturato in un sistema di fratture con direzione NE, come la faglia del Burguillo, ed E-O a ONO, come quella di Navaluenga, a cui adatta il proprio corso il fiume Alberche. I picchi più importanti di questo settore sono:
- Alto del Mirlo 1.770 m
- Gamonosa 1.993 m (Casavieja)
- Lanchamala 1.999 m (Piedralaves)
- El Torozo 2.025 m
- Risco de Miravalles 2.010 m
- Risco del Artuñero 2.011 m
- Cabezo de Mijares 2.190 m (Mijares)

## Settore centrale
A ovest della faglia del Puerto del Pico si eleva l'Alto Gredos. L'horst di Gredos prolunga l'elevata scarpata sopra la fossa del Tietar. Il bordo meridionale dell'horst si adatta alla faglia NE, da Candeleda a Arenas de San Pedro, all'estremo orientale, e successivamente a quella ONO della gola di Minchones. All'estremo settentrionale dell'horst si prolungano le strutture del Gredos orientale, in concreto le faglie di tendenza media E-O, a cui si adatta in questo caso la fossa percorsa dal Tormes. Tra il Gredos centrale e la Sierra de Villafranca e La Serrota appaiono due depressioni, quella del Tormes e quella di Navadijos (sorgenti dell'Alberche) separate dal bloque de Miguel Muñoz. Dette depressioni tettoniche circondano l'horst dell'Alto Gredos, un sistema di blocchi quasi esclusivamente granitici vigorosamente sollevati e sensibilmente bilanciati verso nord (cioè verso le alte valli del Tormes e dell'Alberche). Il versante meridionale è una enorme scarpata complessa di faglia, che con notevoli pendenze si erge sopra La Vera in Estremadura; il versante settentrionale appare come un esteso piano inclinato, corrispondente alla superficie di scorrimento precedente alla dislocazione ed al sollevamento. Nel settore centrale si trova il Circo de Gredos. I picchi più elevati di questo settore sono:
- Morezón 2.393 m
- Risco de las Hoyuelas 2.318 m
- El Enano 2.315 m
- La Campana
- Cuchillar de los Cerraillos 2.364 m
- Los Tres Hermanitos 2.277 m
- El Perro que fuma 2.342 m
- El Casquerazo 2.437 m
- Cuchillar de las Navajas
- Almanzor 2.592 m
- Cerro de los Huertos 2.474 m
- Muesca de la Galana
- Pico La Galana 2.564 m
- Risco del Gutre
- Risco Negro 2.295 m
- Canchal de la Galana
- La Mira 2343 m
- Cabeza Nevada 2.433 m

## Settore occidentale
Situato tra il puerto de Tornavacas ed il corridoio di Béjar, e con un'altitudine massima di 2.428 m nel Canchal de la Ceja.

## Flora
Si osserva una variazione di vegetazione, intimamente relazionata con l'altitudine man mano che si sale; il leccio, il castagno, l'ontano, il sorbo degli uccellatori, la betulla, il pioppo tremulo, il salice, il melojo, sostituito in diverse zone dal pino. Nelle zone alte dominano gli arbusti di citiso, ginepro tappezzante ed anche distinte varietà di camomilla romana.
Nella Sierra de Gredos si distinguono quattro piani di vegetazione: il piano di base o piano del leccio; il piano del melojo; il piano del citiso la cui vegetazione è dominata dalla leguminosa Cytisus oromediterraneus; e il piano dei prati delle vette, dove vivono piante di piccole dimensioni che si sono adattate per sopportare le dure condizioni di alta montagna.

- Piano del leccio   300–550 m
- Piano della quercia melojo 550-1.800 m
- Piano del citiso 1.800-2.300 m
- Piano dei prati delle vette 2.300-2.592 m.

- Lecceti e sughereti
In molte zone della Sierra de Gredos, i lecceti sono stati distrutti ed al loro posto vi sono arbusti. A sud della catena principale i lecci si trovano frequentemente mescolati con le sughere; tuttavia, questo albero resiste molto meno alle condizioni ambientali secche e fredde, per cui non si trova negli territori elevati di Gredos situati a nord delle alte cime. Alcune specie di questi boschi sono il ginepro rosso, el biancospino comune, i cisti Cistus ladanifer, Cistus populifolius, Cistus psilosepalus, cisto femmina, il cisto giallo, il Cytisus multiflorus, l'Astragalus lusitanicus, la dittinella, il corbezzolo, l'Erica arborea, l'Erica australis, l'Anemone palmata, la Paeonia broteri, la Lavandula pedunculata, il Thymus mastichina, il Thymus zygis, la Digitalis thapsi, la Campanula lusitanica, il giacinto a campanelle, il lampascione, e la carice mediterranea.[1]

- Quercete di melojo e pinete
I querceti di melojo formano una cintura di vegetazione che va dalle prime falde ripide di Gredos fino ad un'altitudine che oscilla tra i 1.500 ed i 1.700 metri. Molti querceti di melojo sono stati sostituiti da pinete di pino silvestre o di pino marittimo. Sul versante sud del massiccio orientale vi sono formazioni naturali di pino nero. Algune piante caratteristiche di questi boschi sono il Cistus laurifolius, il sorbo montano, la Rosa tomentosa, la cariofillata selvatica, la fragola di bosco, la ginestra ghiandolosa, la ginestra dei carbonai, il Cytisus striatus, la ginestra cenerina, la Genista florida, l'astragalo falsa liquerizia, la vicia astragalina, l'elleboro fetido, l'aquilegia comune, la pulsatilla, il Ranunculus ollissiponensis, l'Arenaria montana, la peonia selvatica, l'Hypericum linarifolium, la viola di Rivinus, la primula maggiore, l'Euphorbia oxyphylla, il dittamo, il geranio silvano, il geranio sanguigno, il geranio dei Pirenei, il panace, l'erba fragolina, l'Echium flavum, il clinopodio dei boschi e l'erba limona comune.

- Prati da pascolo
Sono quelli in cui il bestiame pascola direttamente e che nascono in conseguenza del degrado di boschi e distese di arbusti. Vi si incontrano piante come l'Arenaria querioides, il garofano minore, la Silene gallica, la Paronychia argentea, la Rumex acetosella, la Armeria arenaria subsp. segoviensis, il fior gallinaccio comune, la cinquefoglia diritta, la biserrula, l'uccellina comune, il trifoglio stellato, l'Erodium carvifolium, la viperina piantaginea, l'avelino, la perlina maggiore, la Centaurea amblensis, il radicchio dei montoni, l'Hispidella hispanica, la pelosella, la Molineriella laevis, i sonaglini maggiori, la lamarckia, la Festuca elegans, la fienarola bulbosa e la serapide lingua[1]

- Prati da sfalcio
Nei prati più umidi si incontrano piante come il botton d'oro, il fior di cuculo, l'erba peperina, la cinquefoglia tormetilla, la cariofillata dei rivi, il trifoglio dei prati, il kummel occidentale, la cresta di gallo minore, la piantaggine pelosa, l'achillea millefoglie, il fiordaliso scuro, il Narcissus confusus, il paleo odoroso, i sonaglini comuni, la coda di cane crestata, il bambagione pubescente, la concordia, l'orchidea cimicina e l'orchide pallida.

- Letti e rive dei fiumi e gole
Qui vengono comprese le specie que vivono nei boschi di ontano nero, di betulla e di lauro del Portogallo. In questo ambiente troviamo il pioppo tremulo, il salice di gallura, il lauro del Portogallo, la frangola comune, il viburno-tino, l'Hypericum undulatum, il finocchio d'acqua, la prunella comune, la menta a foglie rotonde, il Galium broterianum, la mestolaccia minore, la brasca comune e la carice spondicola.

- Bordi delle lagune
Ai bordi delle alte lagune della catena crescono specie molto interessanti per rarità e bellezza. Per esempio, si incontrano la gamberaja calabrese, l'erba-vescica minore, la coda di topo arrossata, la nebbia di Antinori, il gramignone atlantico, il giunco bulboso, la lenticchia d'acqua comune e il coltellaccio natante.

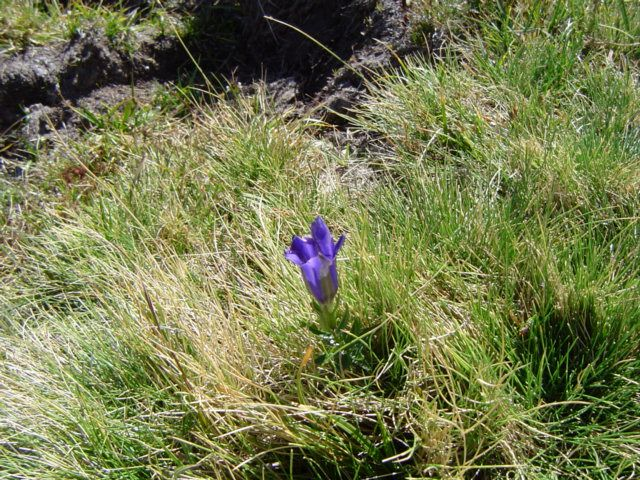
Genziana mettimborsa

- Distese di cervino
Sono prati dominati dalla graminacea chiamata cervino (Nardus stricta) e che forma grandi estensioni nei suoli umidi delle zone alte di Gredos. Alcune piante di questo ambiente sono il ranuncolo bulboso, la crotonella alpina, il Lotus glareosus, la poligala comune, l'erba lucciola comune, la canapicchia glaciale, il finocchiello, il Selinum pyrenaeum, la genziana mettimborsa, la pedicolare silvestre, la crocettona glabra, il caglio delle pietraie, la Campanula herminii, la vedovella stolonifera, il cipollaccio di Soleirol, la Merendera montana, il Narcissus bulbocodium subsp. nivalis e il Crocus carpetanus.[1]

- Paludi
Le paludi, torbiere o pantani sono ecosistemi in cui il suolo è inondato da acque stagnanti o quasi. L'assenza di ossigeno non permette la trasformazione dell'azoto organico in azoto assimilabile dalle piante, per cui queste devono adattarsi per poter assorbire un elemento così fondamentale. Per questo motivo le piante hanno sviluppato diverse strategie, tra cui il carnivorismo, dove l'azoto è assimilato direttamente dalle foglie, preso da piccoli insetti che sono catturati con diverse trappole. Altre specie beneficiano della simbiosi con funghi (micorrize) o batteri che fissano l'azoto esistente nell'atmosfera. Alcune piante di questo ambiente sono il ranuncolo delle passere, l'Erica tetralix, la rosolida, la parnassia, il trifoglio fibrino, il giunco nodoso, i pennacchi a foglie larghe, la carice dimessa e la carice fosca.[1]

- Distese arbustive di citiso
Le distese di citiso sono una delle formazioni più comuni in Gredos, e coprono enormi superfici. Queste formazioni costituiscono il cosiddetto piano oromediterraneo. Le distese di citiso presentano zone aperte dove vivono le piante che caratterizzano queste comunità. Alcune piante di questo ambiente sono el ginepro tappezzante, la renaiola di Morison, la Linaria nivea, il succiamele maggiore, la Fritillaria nervosa, il migliarino capellino, e la Luzula lactea.

- Davanzali e fessure delle rocce
Le piante che vivono nelle rocce si possono definire autentiche sopravvissute che si sono adattate a condizioni tanto dure. Durante le glaciazioni, alcune piante si adattarono alle pareti libere dal ghiaccio e isolate si evolsero fino a generare le piante attuali. Questo spiega il grande numero di endemismi che contiene la flora delle rocce. Alcune piante di questo ambiente sono il Dianthus lusitanus, la Silene boryi, il poligono alpino, l'Armeria bigerrensis, la Sempervivum vicentei, il sorbo degli uccellatori, l'Alchemilla saxatilis, l'Antirrhinum grosii, la Centaurea avilae, il garofanino alpino, il Narcissus rupicola e la valeriana trifogliata.[1]

- Ghiaioni
Dal punto di vista biologico i ghiaioni sono ambienti mobili dotati di suoli rachitici poveri di nutrienti, il che condiziona la morfologia delle specie vegetali che ivi si installano. Alcune piante di questo ambiente sono la peverina a foglie strette, la Reseda gredensis, l'acino alpino, il Senecio pyrenaicus, la Santolina oblongifolia, la Leucanthemopsis pallida e l'eringio.[1]

- Prati delle vette
Sono piante tipiche dei prati delle cime la peverina a tre stimmi, la minuartia ricurva, la silene cigliata, il Sedum candollei, la borracina di Corsica, la plumbago blu, la piantaggine delle Alpi, il raponzolo alpino, il cardo di Boccone, l'Omalotheca supina, il timo precoce, i cappellini della silice, l'Agrostis delicatula, la Koeleria caudata e l'erba lucciola pendula.[1]

- Ruscelli e torrenti
Nelle zone umide si possono incontrare la calta palustre, la centocchio graminola, el peverina fontana, il pendolino delle fonti, la viola palustre, la mazza d'oro comune, la sassifraga stellata, il Lotus pedunculatus, il garofanino quadrelletto, la Myosotis secunda, il cardo di palude e la Festuca rivularis.[1]

- Prati di grandi erbe
Nelle ampie fessure delle crepe, dove l'ombra domina la maggior parte della giornata e l'umidità ambientale è elevata, compaiono comunità integrate da specie frondose, con foglie generalmente ampie dato che non devono proteggersi dalla secchezza dell'ambiente. In Gredos queste comunità ospitano piante che a latitudini più settentrionali si trovano di preferenza nei boschi umidi. Si tratta pertanto di piante nobili e rare la cui protezione è necessaria.[1] Alcune di queste piante sono il ranuncolo a foglie di aconito, l'aconito napello, la barba di capra, il garofanino maggiore, l'angelica selvatica, la genziana maggiore, il cavolaccio alpino, l'uva di volpe, il lauro alessandrino e il veratro comune.

### Piante endemiche di Gredos
- Androsace vitaliana subsp. aurelii
- Antirrhinum grosii
- Armeria bigerrensis subsp. bigerrensis
- Centaurea avilae
- Dianthus gredensis
- Misopates rivas-martinezii
- Santolina oblongifolia
- Saxifraga pentadactylis subsp. almanzorii
- Scrophularia bourgeana
- Scrophularia reuteri
- Sedum campanulatum
- Sideritis borgiae subsp. relegata.[1]

## Fauna

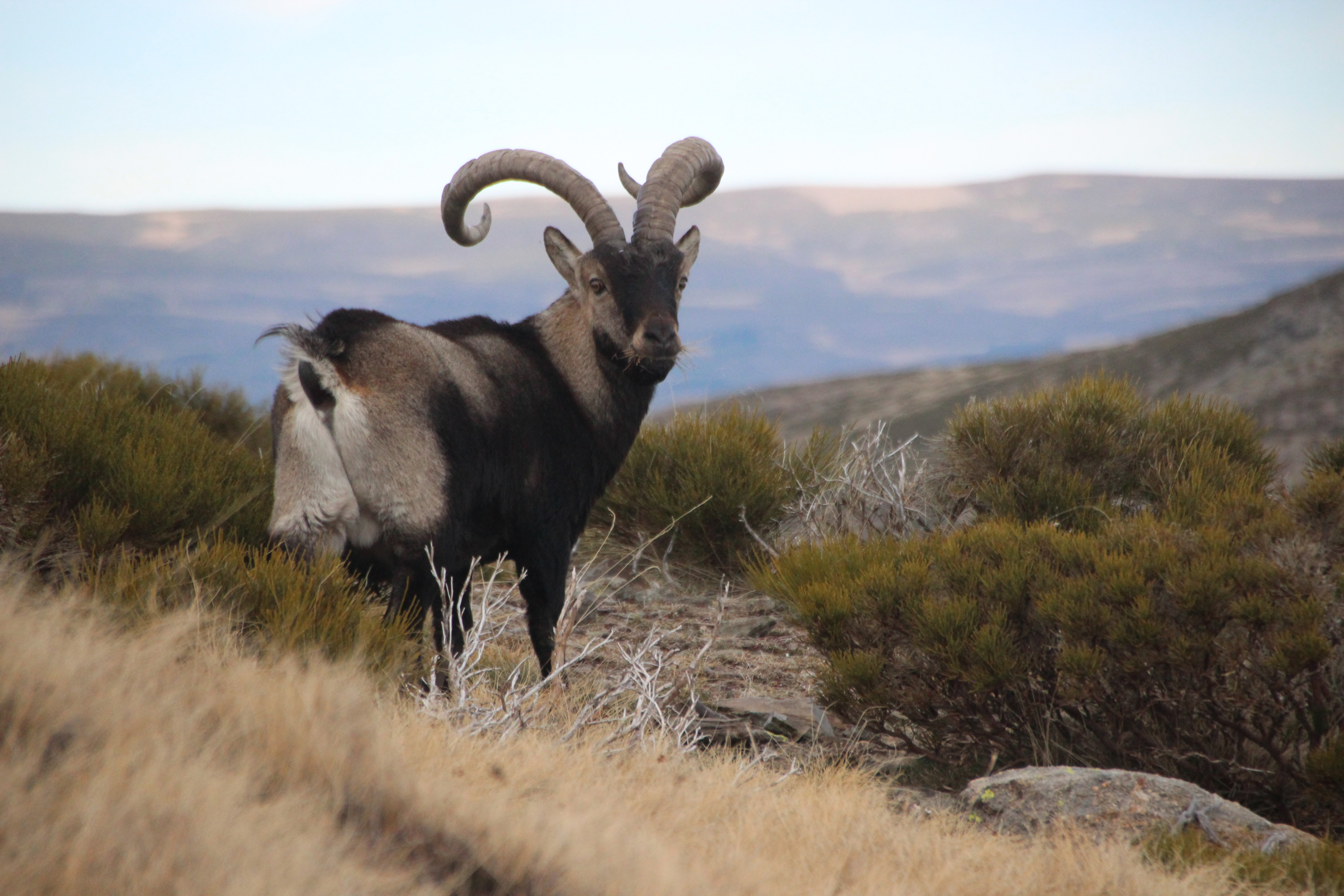
Capra pyrenaica victoriae. Sierra de Gredos

Il re Alfonso XIII di Spagna creò, nel 1905, il Refugio Real de Caza de la sierra de Gredos per limitare la caccia allo stambecco endemico (12 esemplari censiti nel 1905). 
Le principali specie animali presenti, oltre stambecco, sono il capriolo (Capreolus capreolus), la pernice rossa (Alectoris rufa), l'aquila reale (Aquila chrysaetos), l'aquila imperiale spagnola (Aquila adalberti), il falco pecchiaiolo occidentale (Pernis apivorus), l'avvoltoio monaco (Aegypius monachus) e il grifone (Gyps fulvus).

### Endemismi
- Stambecco di Gredos (Capra pyrenaica victoriae)
- Rospo di Gredos (Bufo bufo gredosicola)
- Salamandra dell'Almanzor (Salamandra salamandra almanzoris)
- Arvicola delle nevi di Ávila (Microtus nivalis abulensis)
- Lucertola della Sierra de Gredos (Lacerta monticola cyreni)

## Geomorfologia
La sistematizzazione più completa della morfologia glaciale nel versante nord è quella di Martínez de Pisón, E, e Muñoz Jiménez, J. Secondo questi autori, verso il Tormes esistettero durante il Quaternario 16 ghiacciai, situati nelle principali fratture che segnano il massiccio e orientati predominantemente verso nord, anche se in alcuni casi importanti sono orientati a W.NW. I circhi sono situati intorno ai 1800 metri e le lingue, con una lunghezza che oscilla da uno a quasi sei chilometri -nel caso più grande, il ghiacciaio di Bohoyo-, lasciano depositi frontali più bassi a quote comprese tra i 1400 ed i 1500 metri. Sul versante settentrionale della Sierra del Barco -espolón occidentale della Sierra de Gredos-, le caratteristiche del glacialismo sono simili alle precedenti, con lingue più corte (tra 2 e 3 km) e depositi frontali tra i 1500 ed i 1300 m, secondo la cartografia di Pedraza e López. Sulle elevate testate delle gole si può osservare la morfologia glaciale, crionivale e torrenziale più sviluppata di tutta la Penisola Iberica centrale, esistendo zone, come quella che circonda il pico Almanzor (inglobando le parti superiori delle gole di Gredos, el Pinar e Bohoyo, orientate verso nord e di Alardos, Lóbrega y Blanca, orientate verso sud) o quella che forma il nucleo centrale della Sierra del Barco, che presenta un rilievo di aspetto tipicamente alpino, caso unico nel Sistema Centrale.

## Clima
La sierra de Gredos è catalogata nel panorama nazionale come zona di alta montagna. Per questo è necessario prendere le dovute precauzioni se si vogliono realizzare ascensioni tanto in inverno come in estate. La temperatura a partire dai 2.000 metri può oscillare in inverno tra gli 0 °C e i -5 °C essendoci la neve, soprattutto a partire dal mese di dicembre e fino ad aprile.